# Marija Bistrica
Marija Bistrica è un comune della Croazia di 5 976 abitanti della regione di Krapina e dello Zagorje, sulle pendici del monte Medvednica.

## Il santuario
Marija Bistrica è sede di un santuario mariano dove si conserva una statua della Madonna Nera. Le origini risalgono al XVI secolo, quando si ritenne che la Madonna Nera salvò la Croazia dalle invasioni dei Turchi e da allora ricevette il titolo di "Regina dei Croati" e di "Protettrice dei Croati". Il santuario attuale, in origine una chiesa dedicata ai santi Pietro e Paolo, si deve in gran parte all'architetto franco-tedesco Hermann Bollé, che lo ristrutturò in stile neo-rinascimentale tra il 1878 ed il 1883.
Nel 1923 papa Pio XI elevò il santuario al rango di basilica minore; nel 1971 fu dichiarato Santuario nazionale e nel 1984 ospitò il Congresso eucaristico nazionale. Il 3 ottobre 1998 papa Giovanni Paolo II visitò il santuario per la beatificazione del cardinale Alojzije Viktor Stepinac, che negli Quaranta aveva promosso numerosi pellegrinaggi alla basilica.